# Östra Bärtejaure
Östra Bärtejaure är en sjö i Sorsele kommun i Lappland och ingår i Umeälvens huvudavrinningsområde. Sjön har en area på 1 kvadratkilometer och ligger 584 meter över havet. Östra Bärtejaure ligger i Vindelfjällen Natura 2000-område. Sjön avvattnas av vattendraget Vuovosjukke.

## Delavrinningsområde
Östra Bärtejaure ingår i det delavrinningsområde (731993-152909) som SMHI kallar för Utloppet av Östra Bärtejaure. Medelhöjden är 698 meter över havet och ytan är 9,01 kvadratkilometer. Räknas de 5 avrinningsområdena uppströms in blir den ackumulerade arean 54,93 kvadratkilometer. Vuovosjukke som avvattnar avrinningsområdet har biflödesordning 3, vilket innebär att vattnet flödar genom totalt 3 vattendrag innan det når havet efter 397 kilometer. Avrinningsområdet består mestadels av skog (49 procent) och kalfjäll (36 procent). Avrinningsområdet har 1 kvadratkilometer vattenytor vilket ger det en sjöprocent på 11,1 procent.